# Савов, Стефан (актёр)
Стефан Иванов Савов (18 апреля 1896, Фердинанд, Княжество Болгария (ныне Монтана Болгария)—21 февраля 1969, София) — болгарский актёр театра и кино, драматург. Народный артист НРБ (1963). Лауреат Димитровской премии в 1950, 1951 и 1952 годах.

## Биография
Обучался на юридическом факультете Софийского университета, затем в Национальном театральном училище у профессора Николая Массалитинова.
В 1920—1969 годах выступал на сцене Национального театра имени Ивана Вазова.
Актёрское мастерство С. Савова характеризуется бытовым и остро хара́ктерным, комедийным стилем игры.
С. Савов — автор многочисленных пьес на социальные и исторические темы, некоторые из которых были поставлены в Национальном театре. Написал либретто оперетты «Maлинарка» (1943) и «Пристанушка»(1945, на музыку композитора Бориса Леваева).
Стефан Савов является одним из основателей болгарского Дома кино. Член Союза болгарских писателей (с 1944).
Член партии Болгарская социал-демократия.

## Избранные пьесы
- Горькие клятвы (бытовая драма, 1930),
- Йончови ханове (1931),
- Черна орисия (бытовая драма, 1934),
- Пристанушка (1934),
- Кара Танас (1936),
- Перед восходом солнца (1936),
- Към Голгота (1938),
- Дъщерите на Ефремов (комедия, 1938),)
- Борба за щастие (1940)
- Милена (1941)
- Изповед пред писателя (1963)
- Под чехъл,
- Наши хора.

## Избранные театральные роли
- Даскал, Димитр («Первые» П. Тодорова),
- Драгомир («Иванко, убийца Асеня» В. Друмева),
- Чорбаджи Йордан («Под игом» И. Вазова),
- Нако («Село Борово» Велкова),
- Георгий Димитров («Лейпциг 33» Кронфельда и Компанейца),
- Жеко («Голос народа» Г. Караславова),
- Городничий («Ревизор» Н. Гоголя,
- Кочкарёв («Женитьба» Н. Гоголя)
- Фабиан («Двенадцатая ночь» Шекспира),
- Лейстер («Мария Стюарт» Ф. Шиллера),
- Клеант («Тартюф» Мольера) и др.

## Избранная фильмография
Снялся в 12 фильмах.
- 1971 — Странный поединок / Странен двубой — капитан
- 1956 — Урок истории — Георгий Димитров
- 1955 — Неспокойный путь / Неспокоен път — Стамен
- 1954 — Герои Сентября / Септемврийци — генерал Петровский
- 1951 — Тревога / Тревога — Витан Лазаров
- 1950 — Побег из неволи /  Орелът — Чорбаджи Черньо
- 1943 — Iva samodiva (короткометражный)
- 1941 — Шушу-мушу (короткометражный) /Шушу — мушу — Иванов
- 1936 — Грамада (короткометражный) — Камен
- 1931 — Могилы без крестов / Безкръстни гробове — Момчил

## Награды
- Орден Народной Республики Болгария 1 степени (1966)
- Димитровская премия (1950, 1951 и 1952)
- Заслуженный артист Болгарии (1949)
- Народный артист Болгарии (1963)